# Apataniana rauschorum
Apataniana rauschorum là một loài Trichoptera trong họ Apataniidae. Chúng phân bố ở miền Cổ bắc.